# Абул-Касымова, Ханжара Насыровна
Ханжара Насыровна Абул-Касымова (8 февраля 1934 - 14 июля 2021, Ташкент, Узбекская ССР, СССР) — советский и узбекский киновед, кандидат искусствоведения (1963), член КПСС (1970—91).

## Биография
Ханжара Насыровна родилась 8 февраля 1934 года в Ташкенте. В 1953 году поступила в ЛГУ на филологический факультет, которую она окончила в 1958 году. В 1959 году переехала в Москву, где поступила на аспирантуру при Институте истории искусств, окончила в 1962 году, практически одновременно она успешно защитила диссертацию на тему «Становление кинематографии в Узбекской ССР», за что в 1963 году она получила учёную степень кандидата искусствоведения. После окончания учёбы вернулась в Узбекскую ССР и устроилась на работу в должности старшего лаборанта в институт языка и литературы АН Узбекской ССР, а в 1962 году получила новую должность — старшего научного сотрудника Института искусствознания. Является автором свыше 39 научных работ по истории киноискусства.